# Inden vi vågner
Inden vi vågner er en dansk dokumentarfilm fra 1976 med instruktion og manuskript af Lizzie Corfixen.

## Handling
Et billeddigt om kvinders drømme, sorg og længsel. En midaldrende kvinde ryger tankefuldt sin cerut i eftermiddagssolen på Trianglen, mens Elvis Presley crooner It's Now Or Never. En billedskøn donna følger allerede trådte fodspor i Vesterhavets vældige klitlandskab til tonerne af I Will Follow Him.